# Burundi na Letnich Igrzyskach Olimpijskich 1996
Burundi na Letnich Igrzyskach Olimpijskich 1996 reprezentowało 7 zawodników. Był to pierwszy start Burundi na letnich igrzyskach olimpijskich. Jedynym zawodnikiem który zdobył medal był Vénuste Niyongabo. Zdobył on złoto w biegu na 5000m.

## Wyniki

### Lekkoatletyka
Mężczyźni
| Zawodnik             | Konkurencja | Eliminacje | Eliminacje | Półfinał            | Półfinał            | Finał               | Finał               |
| Zawodnik             | Konkurencja | Wynik      | Miejsce    | Wynik               | Miejsce             | Wynik               | Miejsce             |
| -------------------- | ----------- | ---------- | ---------- | ------------------- | ------------------- | ------------------- | ------------------- |
| Arthémon Hatungimana | 800m        | 1:47.10    | 1          | 1:44.92             | 4                   | Nie awansował dalej | Nie awansował dalej |
| Charles Nkazamyampi  | 800m        | 1:47.95    | 6          | Nie awansował dalej | Nie awansował dalej | Nie awansował dalej | Nie awansował dalej |
| Dieudonné Kwizéra    | 1500m       | 3:41.45    | 6          | Nie awansował dalej | Nie awansował dalej | Nie awansował dalej | Nie awansował dalej |
| Vénuste Niyongabo    | 5000m       | 13:54.53   | 3          | 14:03.48            | 2                   | 13:07.96            |                     |
| Aloÿs Nizigama       | 10000m      | 27:53.21   | 4          |                     |                     | 27:33.79            | 4                   |
| Tharcisse Gashaka    | maraton     |            |            |                     |                     | 2:32:55             | 90                  |

Kobiety
| Zawodniczka      | Konkurencja | Eliminacje | Eliminacje | Finał                | Finał                |
| Zawodniczka      | Konkurencja | Wynik      | Miejsce    | Wynik                | Miejsce              |
| ---------------- | ----------- | ---------- | ---------- | -------------------- | -------------------- |
| Justine Nahimana | 10000m      | 35:58.51   | 18         | Nie awansowała dalej | Nie awansowała dalej |